# Flýg upp
Flýg upp è un singolo del cantante islandese Aron Can, pubblicato il 30 aprile 2021 come primo estratto dal quarto album in studio Andi, líf, hjarta, sál.

## Video musicale
Il video musicale, candidato all'Íslensku tónlistarverðlaunin, è stato reso disponibile in concomitanza con l'uscita del brano.

## Tracce
Testi di Aron Can Gultekin, musiche di Aron Can Gultekin e Þormóður Eiríksson.
1. Flýg upp – 4:12

## Formazione
- Aron Can – voce
- Þormóður Eiríksson – drum machine, sintetizzatore, produzione
- Jón Bjarni Þórðarson – programmazione, missaggio
- Glenn Shick – mastering

## Classifiche

### Classifiche settimanali
| Classifica (2021) | Posizione massima |
| ----------------- | ----------------- |
| Islanda           | 1                 |

### Classifiche di fine anno
| Classifica (2021) | Posizione |
| ----------------- | --------- |
| Islanda           | 3         |
| Classifica (2022) | Posizione |
| Islanda           | 13        |
| Classifica (2023) | Posizione |
| Islanda           | 55        |